# ELLE (jeu vidéo)
Él
ELLE, également connu sous le titre d'Él (エル, eru), est un jeu vidéo de drague pour adultes — parfois également considéré comme un visual novel, un roman vidéoludique en français — développé par ELF qui est initialement sorti le 13 juin 1991. Une nouvelle version également développée par ELF rebaptisée Él est sorti le 29 septembre 2000. En 2001, le studio d'animation Green Bunny produit une série d'animation (OAV) intitulée Él qui est sortie en deux volumes. La série dépeint les survivants d'une guerre nucléaire qui sont rassemblés dans une seule ville étroitement surveillée.

## Synopsis

### Synopsis des jeux
En décembre 1999, une guerre nucléaire dévaste la Terre et rend la plus majeure partie du monde inhospitalière. Pour assurer la survie de l'humanité, le plan « Megaroasu » est exécuté, mais une organisation terroriste appelée Black Widow attaque et tente de perturber le plan. L'histoire se déroule en 2008. Le joueur joue le rôle d'un héros sans nom au passé inconnu qui est un tireur d'élite expert. L'héroïne est El Miles et le jeu comprend un ensemble de personnages secondaires pour faire avancer l'intrigue. Le jeu pourrait être qualifié de jeu d'aventure en pointer-et-cliquer, par ailleurs, celui-ci ne possède qu'une seule fin comme de nombreux jeux du genre.
Pour la nouvelle version de 2000, l'histoire était la même à l'exception du cadre recentré sur l'année 2030. Les graphismes ont été mis à jour et comprenaient des infographies en trois dimensions. Le script a été doublé par un groupe d'acteurs de doublage professionnels, mais les noms desdits acteurs n'ont jamais été publiés.

### Synopsis de la série animée
Après une guerre nucléaire déclenchée par la pollution de l'environnement, un groupe de survivants lancent le projet « Megaro Earth Project », une ville construite sous un dôme pour protéger les derniers fragments de l'humanité. El Miles est une tireur d'élite — une policière qui défend la ville contre l'organisation terroriste Black Widow. El a été chargé de protéger Parsley, une chanteuse pop ayant failli être violée par des agents de Black Widow. La chanteuse tombe alors amoureuse d'El et tente de la séduire. El découvre que certains de ses collègues tireurs d'élite deviennent des agents de Black Widow, et elle est constamment tourmentée non seulement par leur chef Gimmick, mais aussi par des pannes de courant inhabituelles et des visions inexpliquées d'une autre réalité. À la fin du deuxième épisode, le monde entier dans lequel El Miles vivait n'était en fait qu'un « rêve créé » ; seuls El et un homme nommé Joe sont les derniers de l'humanité qui ont été perturbés par Parsley.

## Sorties
La première version du jeu, intitulée Elle, est initialement sortie le 13 juin 1991. Une nouvelle version également développée par ELF rebaptisée Él est sorti le 29 septembre 2000. La version originale était sur PC-9801, le logiciel était sur quatre disquettes 5 pouces 2HD. La nouvelle version est sortie pour Windows 95, 98, Me, 2000 et XP sur CD.
En 2001, le studio d'animation Green Bunny produit une série d'animation (OAV) intitulée Él qui est sortie en deux volumes. Nutech Digital a acquis les droits de la série animée Él en 2001. La sortie en anglais des volumes 1 et 2 et du coffret suivra en janvier 2002, avec un doublage anglais qui comprenait les performances vocales des actrices de séries pour adultes Shelbee Myne et Lola,,.

## Accueil
Chris Beveridge a passé en revue les deux localisations anglaises de la série. La version Nutech Digital a fait l'objet d'une première critique en 2002 et celle-ci était positive, notant la beauté des images lors des quelques secondes de coloration croisée présentes dans le deuxième épisode. La version de Kitty Media a également été critiquée favorablement. Les points forts de l'OAV étaient son écriture et l'exécution de la fin surprise, cependant, le grand nombre de personnages a entraîné un mauvais développement des personnages secondaires. Les images de la version originale ne font pas vraiment le poids par rapport à celles de la nouvelle version de 2007 en raison des normes de l'industrie plus exigeantes que celles d'époque.